# 13927 Ґрунді
13927 Ґрунді (13927 Grundy) — астероїд головного поясу, відкритий 26 вересня 1987 року.
Тіссеранів параметр щодо Юпітера — 3,543.